# Fausto Scarpitti
Fausto Scarpitti (Isernia, 20 novembre 1975) è un allenatore di calcio a 5 ed ex giocatore di calcio a 5 italiano.

## Biografia
Laureato in giurisprudenza, parla tre lingue. Ha lavorato nel settore bancario prima di intraprendere a tempo pieno la carriera di allenatore.

## Carriera
Inizialmente allenatore-giocatore nella città natale, dal 2010 comincia la sua escalation: con l’Aesernia vince prima la Serie C1 e poi la B (2012-13).
Causa la non iscrizione della società passa al Venafro (Serie B), qualificanosi ai play-off. 
La stagione successiva torna ad Isernia, subentrando alla guida dell'omonimo club, sempre in B. Due anni dopo vince il suo secondo campionato cadetto.
Nell'estate 2017 passa all'ambizioso C.M.B, dove in un biennio arriva una doppia promozione. L'esordio in massima serie, interrotto in anticipo causa COVID-19, termina con i lucani piazzati in zona play-off scudetto.
Una parentesi all'Acqua e Sapone, quindi, nel novembre 2021 la chiamata per sostituire il dimissionario Angelini sulla panchina del Sandro Abate.
La stagione successiva rimane in Campania, passando al Real San Giuseppe.

## Palmarès

### Allenatore
- Coppa Italia: 1

Real San Giuseppe: 2022-23
- Campionato di Serie A2: 1

C.M.B.: 2018-19 (girone C)
- Campionato di Serie B: 2

Aesernia: 2012-13 (girone D)
Isernia: 2016-17 (girone F)
- Campionato di Serie C1: 1

Aesernia: 2011-12 (Molise)